# ФК «Динамо» Москва в сезоне 1957
Сезон 1957 года — 35-й в истории футбольного клуба «Динамо» Москва.
В этом сезоне команда приняла участие в чемпионате и кубке СССР, а также сыграла в пяти международных матчах.

## Общая характеристика выступления команды в сезоне

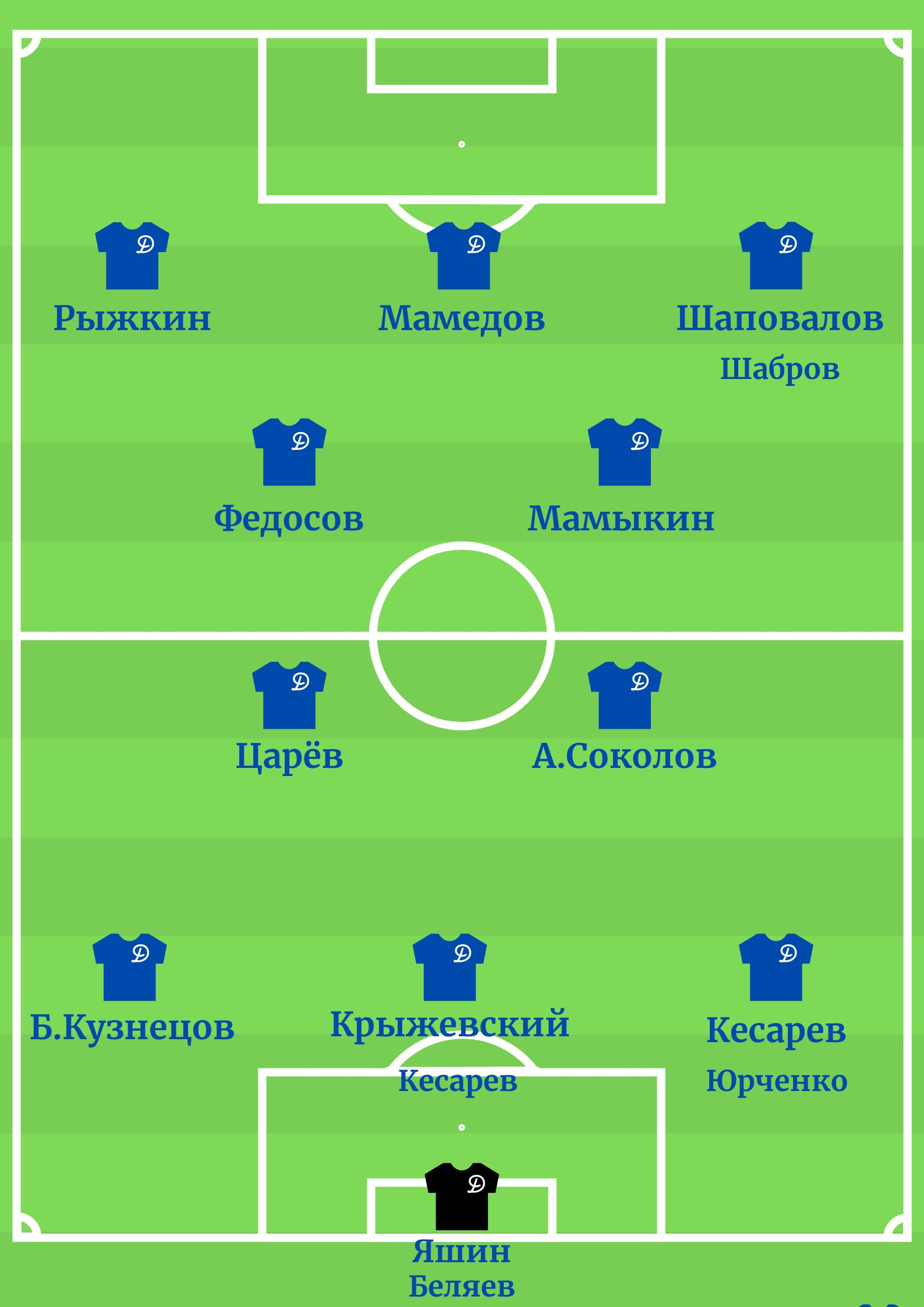

Сыгранный состав «Динамо» в новом сезоне практически не претерпел существенных изменений — только вновь в состав был введен защитник Андрей Юрченко на правом фланге и больше игровой практики получил второй вратарь Владимир Беляев, своей игрой заслуживший место в сборной СССР и вместе с Львом Яшиным вошедший в число 33 лучших футболистов сезона. Окончательно утвердились в числе лидеров команды Виктор Царёв и Алексей Мамыкин; весьма удачный сезон провели Генрих Федосов и Александр Соколов. Закончил выступления последний из плеяды игроков команды 1940-х — Владимир Савдунин.
Большинство стартовых матчей чемпионата страны в те годы проводилось на полях команд юга страны, где в начале сезона погодные условия были более приемлемыми. Такой календарь обрекал команду на много сложных выездных матчей подряд, что нередко в предыдущие сезоны  обуславливало слабый старт динамовцев. Однако в этом сезоне грамотно проведенная тренером Михаилом Иосифовичем Якушиным предсезонная подготовка  позволила команде достойно выйти из этой сложнейшей ситуации: посетив за 20 дней апреля последовательно Тбилиси, Сталино, Куйбышев, Кишинёв и Киев, динамовцы потеряли лишь два очка. Сразу по приезде в Москву их ожидали сложнейшие встречи с основными конкурентами («Спартаком» и «Торпедо») — здесь уже не обошлось без поражения в напряжённом матче со спартаковцами, но автозаводцев удалось минимально обыграть. Новый выезд в Минск, еще две встречи с весьма сильными в этом сезоне «Локомотивом» и ЦСК МО также прошли достаточно удачно. Завершающая выездная победа над «Зенитом» закрепила за динамовцами верхнюю строчку турнирной таблицы по итогам первого круга.
И матчи кубка, проводившегося в паузе между кругами чемпионата, динамовцам довелось провести на выезде. Если в Запорожье удалось достаточно уверенно победить, то на поле тбилисских одноклубников динамовцы исчерпали отпущенную им в сезоне удачу в гостевых играх и уступили минимально 1:2. В эту паузу вместились также два международных матча: с итальянской «Фиорентиной» (1:1) и проводившей свое европейское турне бразильской командой «Васко да Гама» (победа 3:1).
Со старта второго круга команда вышла на пик формы и, добавив к практически безупречной игре в обороне мощную игру в атаке, одержала шесть побед подряд с общим счётом 26:4 (доведя выигрышную серию в чемпионате до девяти матчей), задолго до финиша фактически обеспечив себе чемпионство. Только в октябре эту серию прервало поражение от армейцев, но, сыграв в оставшихся четырех матчах лишь раз вничью, динамовцы финишировали первыми с рекордным на то время восьмиочковым гандикапом.
В декабре команда отправилась в южноамериканское турне, став первой отечественной командой, ступившей на поля легендарных «Мараканы» и  «Сентенарио». Новый матч с «Васко да Гамой», ведомой будущим капитаном чемпионов мира Идеральдо Луисом Беллини, закончился вничью; в матче с чемпионом Уругвая «Насьоналем» с Хавьером Амбройсом и Виктором Родригесом Андраде была одержана волевая победа (3:1), омрачённая тяжёлой травмой, полученной Алексеем Мамыкиным. И лишь весьма сильная в те годы сборная Чили, в которой уже тогда выступал ряд будущих бронзовых призёров чемпионата мира, сумела нанести  «Динамо» единственное минимальное поражение в сезоне в международных матчах.

## Команда

### Состав
| Игрок                 | Дата рождения    | Сезон в «Динамо» | Бывший клуб                     |
| Вратари               | Вратари          | Вратари          | Вратари                         |
| --------------------- | ---------------- | ---------------- | ------------------------------- |
| Лев Яшин              | 22 октября 1929  | 6                | «Динамо» Москва (дубль)         |
| Владимир Беляев       | 15 сентября 1933 | 5                | «Динамо» Сталинград             |
| Защитники             |                  |                  |                                 |
| Владимир Кесарев      | 26 февраля 1930  | 2                | «Динамо» Москва (клубная)       |
| Константин Крыжевский | 20 февраля 1926  | 5                | МВО                             |
| Борис Кузнецов        | 14 июля 1928     | 5                | МВО                             |
| Андрей Юрченко        | 29 июня 1926     | 3                | «Динамо» Ленинград              |
| Борис Лебедев         | 9 марта 1937     | 1                | «Динамо» Москва (дубль)         |
| Анатолий Родионов     | 10 мая 1925      | 5                | МВО                             |
| Полузащитники         |                  |                  |                                 |
| Виктор Царёв          | 2 июня 1931      | 4                | МВО                             |
| Александр Соколов     | 26 февраля 1930  | 8                | «Крылья Советов» Сетунь         |
| Евгений Байков        | 29 июля 1929     | 6                | «Динамо» Владимир               |
| Владимир Сорокин      | 3 февраля 1937   | 1                | «Динамо» Москва (клубная)       |
| Нападающие            |                  |                  |                                 |
| Дмитрий Шаповалов     | 19 марта 1935    | 3                | «Крылья Советов» Воронеж        |
| Алексей Мамыкин       | 29 февраля 1936  | 2                | «Динамо» Москва (дубль)         |
| Алекпер Мамедов       | 9 мая 1930       | 5                | «Нефтяник» Баку                 |
| Генрих Федосов        | 6 декабря 1932   | 4                | «Звезда» Пермь                  |
| Владимир Рыжкин       | 29 декабря 1930  | 5                | МВО                             |
| Владимир Шабров       | 15 марта 1930    | 6                | «Крылья Советов» Тушино         |
| Адамас Голодец        | 23 августа 1933  | 3                | «Динамо» Москва (дубль)         |
| Владимир Ильин        | 15 января 1928   | 12               | «Локомотив» Харьков             |
| Юрий Кузнецов         | 2 августа 1931   | 3                | «Нефтяник» Баку                 |
| Валерий Урин          | 10 августа 1934  | 2                | «Динамо» Киров                  |
| Анатолий Коршунов     | 18 января 1939   | 1                | «Крылья Советов» Москва (юноши) |

### Изменения в составе
| Поз | Игрок             | Прежний клуб              |
| --- | ----------------- | ------------------------- |
| З   | Андрей Юрченко    | «Динамо» Москва (дубль)   |
| З   | Борис Лебедев     | «Динамо» Москва (дубль)   |
| П   | Владимир Сорокин  | «Динамо» Москва (клубная) |
| Н   | Анатолий Коршунов | «Динамо» Москва (дубль)   |

| Поз | Игрок             | Новый клуб       |
| --- | ----------------- | ---------------- |
| П   | Владимир Савдунин | завершил карьеру |

## Официальные матчи

### Чемпионат
Число участников — 12. Система розыгрыша — «круговая» в два круга. Чемпион — «Динамо» Москва
| 6 апр Ч 1 (411) | «Динамо» Москва             | 2:1     | «Динамо» Тбилиси | Тбилиси                                                    |
| | - Шаповалов 21′ - Царев 86′ | (отчёт) | - 27′ Яманидзе   | Стадион: «Динамо» Зрителей: 40 000 Судья: Н.Балакин (Киев) |
| «Динамо» Москва: Яшин - Кесарев, Крыжевский , Б.Кузнецов - Соколов, Царев - Шабров, Федосов, Ю.Кузнецов, Шаповалов, Рыжкин «Динамо» Тбилиси: С.Котрикадзе - Элошвили, Чохели, Хочолава - Гогоберидзе (52' Даварашвили), Рамишвили - Хасая, Гагнидзе, А.Котрикадзе, Яманидзе, Чкуасели |                             |         |                  |                                                            |

| 11 апр Ч 2 (412) | «Динамо» Москва  | 1:0     | «Шахтер» Сталино | Сталино                                                       |
| | - Ю.Кузнецов 10′ | (отчёт) |                  | Стадион: «Шахтёр» Зрителей: 30 000 Судья: М.Едигорян (Ереван) |
| «Динамо» Москва: Яшин - Кесарев, Крыжевский , Б.Кузнецов - Соколов, Царев - Шабров, Г.Федосов (61' Мамыкин), Ю.Кузнецов, Шаповалов, Рыжкин «Шахтер» Сталино: Гарбузников - Мотин, Кривенко, Алябьев - Алпатов, Самойлов - Бобошко, И.Федосов (70' Россихин), Дубовицкий, Сапронов, П.Пономаренко |                  |         |                  |                                                               |

| 16 апр Ч 3 (413) | «Динамо» Москва              | 2:1     | «Крылья Советов» Куйбышев | Куйбышев                                                     |
| | - Рыжкин 53′ - Шаповалов 58′ | (отчёт) | - 21′ Редкин              | Стадион: «Динамо» Зрителей: 20 000 Судья: Ю.Григорьев (Баку) |
| «Динамо» Москва: Беляев - Кесарев, Крыжевский , Б.Кузнецов - Соколов, Царев - Шабров, Федосов, Ю.Кузнецов (46' Мамыкин), Шаповалов, Рыжкин «Крылья Советов» Куйбышев: Мигалев - Мазепов, Карпов , Максимов - Кольцов, Есин - Гузик, Каменев, Репин (46' Доронин), Ионов, Редкин |                              |         |                           |                                                              |

| 21 апр Ч 4 (414) | «Динамо» Москва | 1:1     | «Буревестник» Кишинёв | Кишинёв                                                                |
| | - Шабров 54′    | (отчёт) | - 64′ Вацкевич        | Стадион: Республиканский Зрителей: 20 000 Судья: В.Рамишвили (Тбилиси) |
| «Динамо» Москва: Яшин - Кесарев, Крыжевский , Б.Кузнецов - Мамыкин, Царев - Шабров, Федосов, Ильин, Шаповалов, Рыжкин «Буревестник» Кишинёв: Еремеев - Левкин, М.Потапов, Миргородский - Колосов, Бутылкин - Вацкевич, Э.Данилов, Ю.Коротков, Мухортов , Бахмутов |                 |         |                       |                                                                        |

| 26 апр Ч 5 (415) | «Динамо» Москва | 0:0     | «Динамо» Киев | Киев                                                        |
| |                 | (отчёт) |               | Стадион: им.Хрущева Зрителей: 50 000 Судья: Э.Саар (Таллин) |
| «Динамо» Москва: Яшин - Кесарев, Крыжевский , Б.Кузнецов - Мамыкин, Царев - Шабров, Федосов, Голодец (75' Урин), Шаповалов, Рыжкин «Динамо» Киев: О.Макаров - Соболев, Вит.Голубев, Ерохин - Войнов, Юст - Грамматикопуло, В.Терентьев, С.Коршунов, Кольцов, Вик.Фомин |                 |         |               |                                                             |

| 2 мая Ч 6 (416) | «Динамо» Москва | 0:1     | «Спартак» Москва                     | Москва                                                      |
| |                 | (отчёт) | - 49′ Татушин - 51' (пен.) Сальников | Стадион: «Лужники» Зрителей: 103 000 Судья: Э.Саар (Таллин) |
| «Динамо» Москва: Яшин - Кесарев, Крыжевский , Б.Кузнецов - Соколов, Царев - Шабров, Федосов, Мамедов, Мамыкин, Рыжкин «Спартак» Москва: Тучкус - Н.Тищенко, Масленкин, Огоньков - Парамонов, Нетто - Татушин, Исаев, Симонян, Сальников, А.М.Ильин |                 |         |                                      |                                                             |

| 9 мая Ч 7 (417) | «Динамо» Москва | 1:0     | «Торпедо» Москва | Москва                                                        |
| | - Мамыкин 81′   | (отчёт) |                  | Стадион: «Динамо» Зрителей: 65 000 Судья: К.Демченко (Москва) |
| «Динамо» Москва: Яшин - Кесарев, Крыжевский , Б.Кузнецов - Царёв, А.Соколов - Шабров, Мамыкин, Мамедов, Ильин (46' Голодец), Рыжкин «Торпедо» Москва: Денисенко - Ю.Соколов, Марьенко, Островский - Анисимов, Сенюков - Метревели, Вал.Иванов , Стрельцов (75' Савушкин), Фалин, Терехов |                 |         |                  |                                                               |

| 14 мая Ч 8 (418) | «Динамо» Москва | 0:0     | «Спартак» Минск | Минск                                                      |
| |                 | (отчёт) |                 | Стадион: «Динамо» Зрителей: 30 000 Судья: Н.Балакин (Киев) |
| «Динамо» Москва: Беляев - Кесарев, Крыжевский , Б.Кузнецов - Соколов, Царев - Шабров (75' Сорокин), Мамыкин, Мамедов, Голодец, Рыжкин «Спартак» Минск: Мохов - Радунский, Вл.Голубев (15' Ермаков), Абрамович - А.Ковалев, В.Павлович - Д.Корнеев, Гончаров, Ероховец, Хасин, Никуленко |                 |         |                 |                                                            |

| 19 мая Ч 9 (419) | «Динамо» Москва                                        | 4:1     | «Локомотив» Москва | Москва                                                        |
| | - Мамедов 26′ - Рыжкин 28′ - Мамыкин 31′ - Федосов 85′ | (отчёт) | - 41′ Абрамов      | Стадион: «Динамо» Зрителей: 45 000 Судья: В.Барашков (Москва) |
| «Динамо» Москва: Беляев - Родионов, Кесарев, Б.Кузнецов - А.Соколов, Царев - Шабров, Мамыкин, Мамедов, Голодец (46' Федосов), Рыжкин «Локомотив» Москва: Маслаченко - Рогов, Климачев (46' Моргунов), Черников - Ю.Ковалев, Бирюлин - И.Зайцев, Бубукин, Вик.З.Соколов, Ворошилов , Абрамов |                                                        |         |                    |                                                               |

| 25 мая Ч 10 (420) | «Динамо» Москва | 1:0     | ЦСК МО Москва | Москва                                                         |
| | - Федосов 75′   | (отчёт) |               | Стадион: «Лужники» Зрителей: 90 000 Судья: И.Лукьянов (Москва) |
| «Динамо» Москва: Яшин - Кесарев, Крыжевский , Б.Кузнецов - Царев, Соколов - Шабров, Мамыкин, Мамедов, Федосов, Рыжкин ЦСК МО Москва: Разинский - Ермолаев, Линяев, Крутиков - Беца, Ал.Т.Петров - Апухтин, Рыжков, Ю.Беляев, Бузунов, Михин |                 |         |               |                                                                |

| 12 июн Ч 11 (421) | «Динамо» Москва             | 2:0     | «Зенит» Ленинград | Ленинград                                                  |
| | - Федосов 14′ - Мамыкин 82′ | (отчёт) |                   | Стадион: им.Кирова Зрителей: 70 000 Судья: Э.Саар (Таллин) |
| «Динамо» Москва: Яшин - Кесарев, Крыжевский , Б.Кузнецов - Байков, Царев - Шабров (78' Урин), Мамыкин, Мамедов, Федосов, Рыжкин «Зенит» Ленинград: Кублицкий - Мещеряков, Шишков, Гек - Дергачев, Завидонов - В.Виноградов, Царицын, Храповицкий (60' Ю.Морозов), Г.Бондаренко , А.Иванов |                             |         |                   |                                                            |

| 20 июл Ч 12 (422) | «Динамо» Москва                                       | 4:2     | «Динамо» Тбилиси                 | Москва                                                    |
| | - Федосов 47′ - Царев 50′ - Мамедов 66′ - Мамыкин 69′ | (отчёт) | - 43′ Яманидзе - 51′ Гогоберидзе | Стадион: «Динамо» Зрителей: 60 000 Судья: Э.Саар (Таллин) |
| «Динамо» Москва: Беляев - Кесарев, Крыжевский , Б.Кузнецов - Царев, Соколов (85' Юрченко) - Шаповалов, Мамыкин, Мамедов, Федосов, Рыжкин «Динамо» Тбилиси: С.Котрикадзе - Элошвили, Дзяпшпа, Хочолава - А.Котрикадзе, Киладзе - Квливидзе (60' Месхи), Баркая, Гогоберидзе , Яманидзе, Чкуасели |                                                       |         |                                  |                                                           |

| 30 авг Ч 13 (423) | «Динамо» Москва                                                | 6:0     | «Крылья Советов» Куйбышев | Москва                                                         |
| | - Федосов 11′ - Мамыкин 29′ 52′ 58′ - Рыжкин 69′ - Соколов 75′ | (отчёт) |                           | Стадион: «Динамо» Зрителей: 30 000 Судья: В.Калевисте (Таллин) |
| «Динамо» Москва: Беляев - Кесарев, Крыжевский, Б.Кузнецов - Царев, Соколов - Шаповалов, Мамыкин, Мамедов, Федосов, Рыжкин «Крылья Советов» Куйбышев: Карасев - Мазепов, Карпов , Максимов - Кольцов, Бреднев (68' Ионов) - Гузик, Есин, Редкин, Кирш, Новиков |                                                                |         |                           |                                                                |

| 4 сен Ч 14 (424) | «Динамо» Москва     | 2:0     | «Локомотив» Москва | Москва                                                       |
| | - Шаповалов 41′ 43′ | (отчёт) |                    | Стадион: «Лужники» Зрителей: 50 000 Судья: С.Алимов (Москва) |
| «Динамо» Москва: Беляев - Кесарев, Крыжевский, Б.Кузнецов - А.Соколов, Царев - Шаповалов, Мамыкин, Мамедов, Федосов, Рыжкин «Локомотив» Москва: Маслаченко - Рогов, Забелин, Климачев - Ю.Ковалев, Моргунов - И.Зайцев, Бубукин, Вик.З.Соколов, Ворошилов , Калоев (70' Черников) |                     |         |                    |                                                              |

| 8 сен Ч 15 (425) | «Динамо» Москва                   | 3:0     | «Спартак» Минск | Москва                                                       |
| | - Шаповалов 13′ - Федосов 56′ 72′ | (отчёт) |                 | Стадион: «Динамо» Зрителей: 30 000 Судья: В.Фридман (Таллин) |
| «Динамо» Москва: Беляев - Юрченко, Кесарев, Б.Кузнецов - Соколов, Царев - Шаповалов, Мамыкин, Мамедов, Федосов, Рыжкин «Спартак» Минск: Мохов - Радунский, Ермаков, А.С.Иванов - В.Павлович, Абрамович - Дубровский, Никуленко, Ероховец, А.Ковалев (75' Чихладзе), Д.Корнеев |                                   |         |                 |                                                              |

| 14 сен Ч 16 (426) | «Динамо» Москва                                                                              | 7:2     | «Шахтер» Сталино  | Москва                                                       |
| | - Мамыкин 18′ 29′ - Г.Федосов 51′ - Мамедов 63′ - А.Соколов 72′ - Шаповалов 75′ - Рыжкин 81′ | (отчёт) | - 4′ 90′ Сапронов | Стадион: «Динамо» Зрителей: 40 000 Судья: Ю.Григорьев (Баку) |
| «Динамо» Москва: Беляев - Юрченко, Кесарев, Б.Кузнецов (71' Лебедев) - Царев, А.Соколов - Шаповалов, Мамыкин, Мамедов, Г.Федосов, Рыжкин «Шахтер» Сталино: Гарбузников (68' Бубличенко) - А.Ливенцов, Кривенко (К), Алябьев - Вик.И.Соколов, Алпатов - Бобошко, Самойлов, И.Федосов, Сапронов, П.Пономаренко |                                                                                              |         |                   |                                                              |

| 27 сен Ч 17 (427) | «Динамо» Москва             | 2:0     | «Зенит» Ленинград | Москва                                                      |
| | - Федосов 50′ - Мамыкин 55′ | (отчёт) |                   | Стадион: «Динамо» Зрителей: 40 000 Судья: М.Шляпин (Одесса) |
| «Динамо» Москва: Беляев - Юрченко, Кесарев, Б.Кузнецов - Царев, Соколов - Шаповалов, Мамыкин, Мамедов, Федосов, Рыжкин «Зенит» Ленинград: Кублицкий (51' Фарыкин) - Мещеряков, Шишков, Гек - Дергачев, Завидонов - Бурчалкин, Бахман, Храповицкий, Г.Бондаренко, А.Иванов |                             |         |                   |                                                             |

| 2 окт Ч 18 (428) | «Динамо» Москва | 0:2     | ЦСК МО Москва    | Москва                                                         |
| |                 | (отчёт) | - 38′ 87′ Емышев | Стадион: «Лужники» Зрителей: 45 000 Судья: И.Лукьянов (Москва) |
| «Динамо» Москва: Яшин - Юрченко, Кесарев, Б.Кузнецов - Царев, Соколов - Шаповалов, Мамыкин, Мамедов, Федосов, Рыжкин ЦСК МО Москва: Разинский - Порхунов, Линяев, Крутиков - Гришин, А.Т.Петров - Апухтин, Агапов, Бузунов, Ю.Беляев, Емышев |                 |         |                  |                                                                |

| 6 окт Ч 19 (429) | «Динамо» Москва                                                | 6:1     | «Буревестник» Кишинёв | Москва                                                         |
| | - Федосов 20′ - Рыжкин 24′ - Мамедов 28′ 65′ - Мамыкин 58′ 73′ | (отчёт) | - 81′ Э.Данилов       | Стадион: «Динамо» Зрителей: 45 000 Судья: В.Калевисте (Таллин) |
| «Динамо» Москва: Яшин - Юрченко, Кесарев, Б.Кузнецов - Соколов, Царев - Шаповалов, Мамыкин (78' Коршунов), Мамедов, Федосов, Рыжкин «Буревестник» Кишинёв: Еремеев - Левкин, М.Потапов, Миргородский - Колосов, Бутылкин - Самохин, Э.Данилов, Ю.Коротков, Мухортов , Фаломеев |                                                                |         |                       |                                                                |

| 11 окт Ч 20 (430) | «Динамо» Москва                           | 3:2     | «Динамо» Киев                    | Москва                                                       |
| | - Шаповалов 18′ - Ильин 41′ - Мамыкин 51′ | (отчёт) | - 60′ Грамматикопуло - 74′ Коман | Стадион: «Динамо» Зрителей: 50 000 Судья: Ю.Григорьев (Баку) |
| «Динамо» Москва: Беляев - Юрченко, Царев, Б.Кузнецов - Соколов, Федосов - Шаповалов, Мамыкин , Мамедов, Ильин, Рыжкин (75' Урин) «Динамо» Киев: Лемешко - Соболев, Ерохин, Т.Попович - В.Терентьев, Юст - Грамматикопуло, Биба (46' И.Балакин), Каневский , Коман, Вик.Фомин |                                           |         |                                  |                                                              |

| 31 окт Ч 21 (431) | «Динамо» Москва | 1:1     | «Спартак» Москва | Москва                                                         |
| | - Мамедов 87′   | (отчёт) | - 22′ Лобутев    | Стадион: «Лужники» Зрителей: 70 000 Судья: П.Белов (Ленинград) |
| «Динамо» Москва: Яшин - Юрченко, Кесарев, Б.Кузнецов - Соколов, Царев - Шаповалов (75' Шабров), Мамыкин, Мамедов, Федосов, Рыжкин «Спартак» Москва: Ивакин - А.Корнеев, Масленкин, Седов - Парамонов, В.Морозов - Мозер, Лобутев, Симонян , Чистяков (75' Володин), Мишин |                 |         |                  |                                                                |

| 8 ноя Ч 22 (432) | «Динамо» Москва      | 1:0     | «Торпедо» Москва | Москва                                                        |
| | - Соколов 60′ (пен.) | (отчёт) |                  | Стадион: «Динамо» Зрителей: 40 000 Судья: И.Лукьянов (Москва) |
| «Динамо» Москва: Яшин - Юрченко, Кесарев, Б.Кузнецов - Соколов, Царев - Коршунов, Мамыкин, Мамедов, Федосов, Рыжкин «Торпедо» Москва: Денисенко - Медакин, Марьенко, Островский - Анисимов, Сенюков - Метревели, Вал.Иванов , Гусаров, Фалин, Арбутов |                      |         |                  |                                                               |

#### Итоговая таблица
| М | Команда            | И  | В  | Н | П | Мячи    | ±   | О  |
| - | ------------------ | -- | -- | - | - | ------- | --- | -- |
|   | «Динамо» Москва    | 22 | 16 | 4 | 2 | 49 − 15 | +34 | 36 |
|   | «Торпедо» Москва   | 22 | 11 | 6 | 5 | 46 − 23 | +23 | 28 |
|   | «Спартак» Москва   | 22 | 11 | 6 | 5 | 43 − 28 | +15 | 28 |
| 4 | «Локомотив» Москва | 24 | 12 | 4 | 8 | 39 − 27 | +12 | 28 |
| 5 | ЦСК МО Москва      | 22 | 13 | 1 | 8 | 51 − 31 | +20 | 27 |

И — игры, В — выигрыши, Н — ничьи, П — проигрыши, Мячи — забитые и пропущенные голы, ± — разница голов, О — очки

#### Движение по турам
Вследствие переносов команды могли провести на конкретную дату различное число игр. В указанной таблице приведено место команды после каждого проведенного тура в соответствии с фактически набранным количеством очков.
| Игра  | 1 | 2 | 3 | 4 | 5 | 6 | 7 | 8 | 9 | 10 | 11 | 12 | 13 | 14 | 15 | 16 | 17 | 18 | 19 | 20 | 21 | 22 |
| ----- | - | - | - | - | - | - | - | - | - | -- | -- | -- | -- | -- | -- | -- | -- | -- | -- | -- | -- | -- |
| Место | 5 | 2 | 1 | 2 | 2 | 4 | 4 | 4 | 3 | 3  | 1  | 1  | 1  | 1  | 1  | 1  | 1  | 1  | 1  | 1  | 1  | 1  |

### Кубок
Число участников — 24 (финальный турнир). Система розыгрыша — «олимпийская». Победитель — «Локомотив» Москва.
Команда «Динамо» Москва выбыла в 1/8 финала.
| 15 июл К 1 (47) 1/16 финала | «Динамо» Москва                             | 4:0     | «Металлург» Запорожье  | Запорожье                                                          |
| | - Мамедов 1′ 86′ - Рыжкин 33′ - Федосов 80′ | (отчёт) | - 63' (пен.) В.Сорокин | Стадион: «Металлург» Зрителей: 20 000 Судья: Б.Кравцов (Запорожье) |
| «Динамо» Москва: Беляев - Кесарев, Крыжевский , Б.Кузнецов - Царев, Соколов - Шаповалов, Голодец, Мамедов, Федосов, Рыжкин «Металлург» Запорожье: Кроликов - П.Пономарев, Донец, Осадчий - Николаюк, Туряница - Зозуля, К.Бондаренко, В.Сорокин , Бондарь, Бологов |                                             |         |                        |                                                                    |

| 25 авг К 2 (48) 1/8 финала | «Динамо» Москва | 1:2     | «Динамо» Тбилиси              | Тбилиси                                                      |
| | - Шаповалов 28′ | (отчёт) | - 26′ Чкуасели - 60′ Яманидзе | Стадион: «Динамо» Зрителей: 30 000 Судья: В.Фридман (Таллин) |
| «Динамо» Москва: Беляев - Родионов, Кесарев, Б.Кузнецов - Соколов, Юрченко - Шаповалов, Мамыкин, Мамедов (46' Голодец), Федосов, Рыжкин «Динамо» Тбилиси: С.Котрикадзе - Элошвили , Дзяпшпа, Чохели - А.Котрикадзе, Рамишвили - Хасая, Чкуасели, Гогоберидзе, Яманидзе, Месхи |                 |         |                               |                                                              |

## Неофициальные матчи

### Международные матчи
| 2 июл ММ 1 (54) | «Динамо» Москва | 1:1     | «Фиорентина» Флоренция | Москва                                                |
| | - Федосов 6′    | (отчёт) | - 42′ Монтуори         | Стадион: «Лужники» Зрителей: 90 000 Судья: Ф.Зайпельт |
| «Динамо» Москва: Яшин - Кесарев (15' Родионов), Крыжевский, Б.Кузнецов - Соколов, Царев - Шаповалов (46' Шабров), Мамыкин, Мамедов, Федосов, Рыжкин «Фиорентина» Флоренция: Сарти - Маньини, Черватто , Кьяпелла - Ордзан, Сегато - Карпанези (46' Родзони), Монтуори, Таккола, Граттон, Бидзари (60' С.Пароди) |                 |         |                        |                                                       |

| 11 июл ММ 2 (55) | «Динамо» Москва                   | 3:1     | «Васко да Гама» Рио-де-Жанейро | Москва                                               |
| | - Мамедов 75′ 88′ - Шаповалов 80′ | (отчёт) | - 74′ Вальтер Марсиано         | Стадион: «Лужники» Зрителей: 100 000 Судья: Дж.Келли |
| «Динамо» Москва: Яшин - Кесарев, Крыжевский, Б.Кузнецов - Соколов, Царев - Шаповалов, Стрельцов, Мамедов, Федосов, Рыжкин «Васко да Гама» Рио-де-Жанейро: Одой - Дамасено, Виана, Карнеро - Эральдо, Орландо - Десоза, Лопес, Морейро, Вальтер Марсиано, Пинга |                                   |         |                                |                                                      |

| 4 дек ММ 3 (56) | «Динамо» Москва | 1:1     | «Васко да Гама» Рио-де-Жанейро | Рио-де-Жанейро                                                |
| | - Федосов 37′   | (отчёт) | - 48′ Альмир                   | Стадион: «Маракана» Зрителей: 95 000 Судья: А.да Гама Мальчер |
| «Динамо» Москва: Яшин - Кесарев, Крыжевский, Б.Кузнецов - Соколов, Царев - Шаповалов, Войнов, Мамедов, Федосов (76' Юрченко), Рыжкин «Васко да Гама» Рио-де-Жанейро: Карлос Альберто Мартинс - Паулиньо, Орландо (75' Барбоса), Беллини - Эзио (60' Лаэрте), Коронель - Лиэрте (80' Вальдемар Мунес), Альмир, Уилсон Морейра, Рубенс, Роберто |                 |         |                                |                                                               |

| 11 дек ММ 4 (57) | «Динамо» Москва                                   | 3:1     | «Насьональ» Монтевидео | Монтевидео                                                |
| | - Б.Кузнецов 51′ - Рыжкин 65′ - Войнов 75′ (пен.) | (отчёт) | - 31′ Э.Родригес       | Стадион: «Сентенарио» Зрителей: 70 000 Судья: Х.М.Кодесал |
| «Динамо» Москва: Яшин (80' Беляев) - Кесарев, Крыжевский, Б.Кузнецов - Царев, Войнов - Шаповалов, Федосов, Мамедов, Мамыкин (73' Коршунов), Рыжкин · «Насьональ» Монтевидео: Тайбо - Ди Фабио, Хорхе Гомес, Троче - Бруццези, Родригес Андраде - Э.Нуньес, Э.Родригес, Амбройс, Эскалада, Х.-А. Ромеро (2Т' Р.Нуньес) |                                                   |         |                        |                                                           |

| 21 дек ММ 5 (58) | «Динамо» Москва | 0:1     | Чили         | Сантьяго                                                      |
| |                 | (отчёт) | - 26′ Х.Сото | Стадион: «Эстадио национал» Зрителей: 23 400 Судья: У.Мэннинг |
| «Динамо» Москва: Беляев - Кесарев, Крыжевский, Б.Кузнецов (70' Юрченко) - Соколов (46' Войнов), Царев - Шаповалов (75' Шабров), Федосов, Мамедов, Коршунов, Рыжкин Чили: Чиринос - Йори, М.Торрес, Эскобар - Вера, Э.Родригес - Э.Мартинес (2Т' Рамирес), Мелендес, Х.Сото, Тельо (77' Хосе Фернандес), Хайме Рамирес (66' Р.Агила) |                 |         |              |                                                               |

### Контрольные и товарищеские матчи
| 11 мар ТМ 1 | «Динамо» Москва | 3:0     | «Динамо» Киев | Гагры |
|             |                 | (отчёт) |               |       |

## Статистика сезона

### Игроки и матчи
| Игрок                                 | Чемпионат       | Чемпионат | Кубок           | Кубок   | Итого           | Итого   | Международные матчи | Международные матчи | ТМ              | ТМ      | Всего Чемпионат | Всего Чемпионат | Всего Кубок     | Всего Кубок | Всего           | Всего   | Всего Международные матчи | Всего Международные матчи |
| Игрок                                 | Вышел на замену | Гол       | Вышел на замену | Гол     | Вышел на замену | Гол     | Вышел на замену     | Гол                 | Вышел на замену | Гол     | Вышел на замену | Гол             | Вышел на замену | Гол         | Вышел на замену | Гол     | Вышел на замену           | Гол                       |
| Вратари                               | Вратари         | Вратари   | Вратари         | Вратари | Вратари         | Вратари | Вратари             | Вратари             | Вратари         | Вратари | Вратари         | Вратари         | Вратари         | Вратари     | Вратари         | Вратари | Вратари                   | Вратари                   |
| ------------------------------------- | --------------- | --------- | --------------- | ------- | --------------- | ------- | ------------------- | ------------------- | --------------- | ------- | --------------- | --------------- | --------------- | ----------- | --------------- | ------- | ------------------------- | ------------------------- |
| Лев Яшин (2)                          | 12              | (-7)      |                 |         | 12              | (-7)    | 4                   | (-4)                |                 |         | 92              | (-88)           | 10              | (-8)        | 102             | (-96)   | 39                        | (-35)                     |
| Владимир Беляев                       | 10              | (-8)      | 2               | (-2)    | 12              | (-10)   | 2                   | (-1)                |                 |         | 13              | (-10)           | 3               | (-2)        | 16              | (-12)   | 4                         | (-2)                      |
| Защитники                             |                 |           |                 |         |                 |         |                     |                     |                 |         |                 |                 |                 |             |                 |         |                           |                           |
| Владимир Кесарев                      | 21              |           | 2               |         | 23              |         | 5                   |                     |                 |         | 35              |                 | 2               |             | 37              |         | 10                        |                           |
| Константин Крыжевский (12)            | 13              |           | 1               |         | 14              |         | 5                   |                     |                 |         | 87              |                 | 10              |             | 97              |         | 38                        | 1                         |
| Борис Кузнецов                        | 22              |           | 2               |         | 24              |         | 5                   |                     |                 |         | 100             |                 | 9               |             | 109             |         | 40                        | 1                         |
| Андрей Юрченко                        | 9               |           | 1               |         | 10              |         | 2                   |                     |                 |         | 13              |                 | 4               |             | 17              |         | 3                         |                           |
| Анатолий Родионов                     | 1               |           | 1               |         | 2               |         | 1                   |                     |                 |         | 68              |                 | 11              |             | 79              |         | 31                        |                           |
| Борис Лебедев                         | 1               |           |                 |         | 1               |         |                     |                     |                 |         | 1               |                 |                 |             | 1               |         |                           |                           |
| Полузащитники                         |                 |           |                 |         |                 |         |                     |                     |                 |         |                 |                 |                 |             |                 |         |                           |                           |
| Виктор Царёв                          | 22              | 2         | 1               |         | 23              | 2       | 5                   |                     |                 |         | 46              | 5               | 2               |             | 48              | 5       | 14                        |                           |
| Александр Соколов                     | 19              | 3         | 2               |         | 21              | 3       | 4                   |                     |                 |         | 110             | 15              | 10              | 1           | 120             | 16      | 16                        | 1                         |
| Евгений Байков                        | 1               |           |                 |         | 1               |         |                     |                     |                 |         | 84              | 7               | 12              |             | 96              | 7       | 29                        | 5                         |
| Владимир Сорокин                      | 1               |           |                 |         | 1               |         |                     |                     |                 |         | 1               |                 |                 |             | 1               |         |                           |                           |
| Нападающие                            |                 |           |                 |         |                 |         |                     |                     |                 |         |                 |                 |                 |             |                 |         |                           |                           |
| Дмитрий Шаповалов                     | 15              | 7         | 2               | 1       | 17              | 8       | 5                   | 1                   |                 |         | 18              | 7               | 2               | 1           | 20              | 8       | 6                         | 1                         |
| Алексей Мамыкин                       | 21              | 13        | 1               |         | 22              | 13      | 2                   |                     |                 |         | 29              | 15              | 1               |             | 30              | 15      | 4                         | 1                         |
| Алекпер Мамедов                       | 17              | 6         | 2               | 2       | 19              | 8       | 5                   | 2                   |                 |         | 62              | 31              | 3               | 2           | 65              | 33      | 23                        | 12                        |
| Генрих Федосов                        | 20              | 10        | 2               | 1       | 22              | 11      | 5                   | 2                   |                 |         | 66              | 26              | 7               | 3           | 73              | 29      | 16                        | 8                         |
| Владимир Рыжкин (15)                  | 22              | 5         | 2               | 1       | 24              | 6       | 5                   | 1                   |                 |         | 89              | 18              | 12              | 2           | 101             | 20      | 40                        | 13                        |
| Владимир Шабров                       | 12              | 1         |                 |         | 12              | 1       | 2                   |                     |                 |         | 82              | 14              | 12              | 5           | 94              | 19      | 32                        | 4                         |
| Адамас Голодец                        | 4               |           | 2               |         | 6               |         |                     |                     |                 |         | 9               | 2               | 3               |             | 12              | 2       | 1                         |                           |
| Владимир Ильин                        | 3               | 1         |                 |         | 3               | 1       |                     |                     |                 |         | 157             | 63              | 18              | 6           | 175             | 69      | 32                        | 16                        |
| Юрий Кузнецов                         | 3               | 1         |                 |         | 3               | 1       |                     |                     |                 |         | 16              | 8               | 2               | 1           | 18              | 9       | 8                         | 3                         |
| Валерий Урин                          | 3               |           |                 |         | 3               |         |                     |                     |                 |         | 5               |                 |                 |             | 5               |         |                           |                           |
| Анатолий Коршунов                     | 2               |           |                 |         | 2               |         | 2                   |                     |                 |         | 2               |                 |                 |             | 2               |         | 2                         |                           |
| Игроки, приглашенные из других клубов |                 |           |                 |         |                 |         |                     |                     |                 |         |                 |                 |                 |             |                 |         |                           |                           |
| Юрий Войнов («Динамо» Киев)           |                 |           |                 |         |                 |         | 3                   | 1                   |                 |         |                 |                 |                 |             |                 |         | 3                         | 1                         |
| Эдуард Стрельцов («Торпедо» Москва)   |                 |           |                 |         |                 |         | 1                   |                     |                 |         |                 |                 |                 |             |                 |         | 1                         |                           |

### Личные и командные достижения
Динамовцы в списке 33 лучших футболистов
| Турнир            | Игрок                                               | Вышел на замену | Игрок             | Гол |
| ----------------- | --------------------------------------------------- | --------------- | ----------------- | --- |
| Сезоны в клубе    | Сергей Ильин, Михаил Семичастный & Василий Трофимов | 15              |                   |     |
| Официальные матчи | Всеволод Блинков                                    | 297             | Сергей Соловьев   | 223 |
| Чемпионат         | Василий Трофимов                                    | 216             | Сергей Соловьев   | 134 |
| Кубок             | Константин Бесков & Владимир Савдунин               | 28              | Константин Бесков | 20  |

Достижения в сезоне

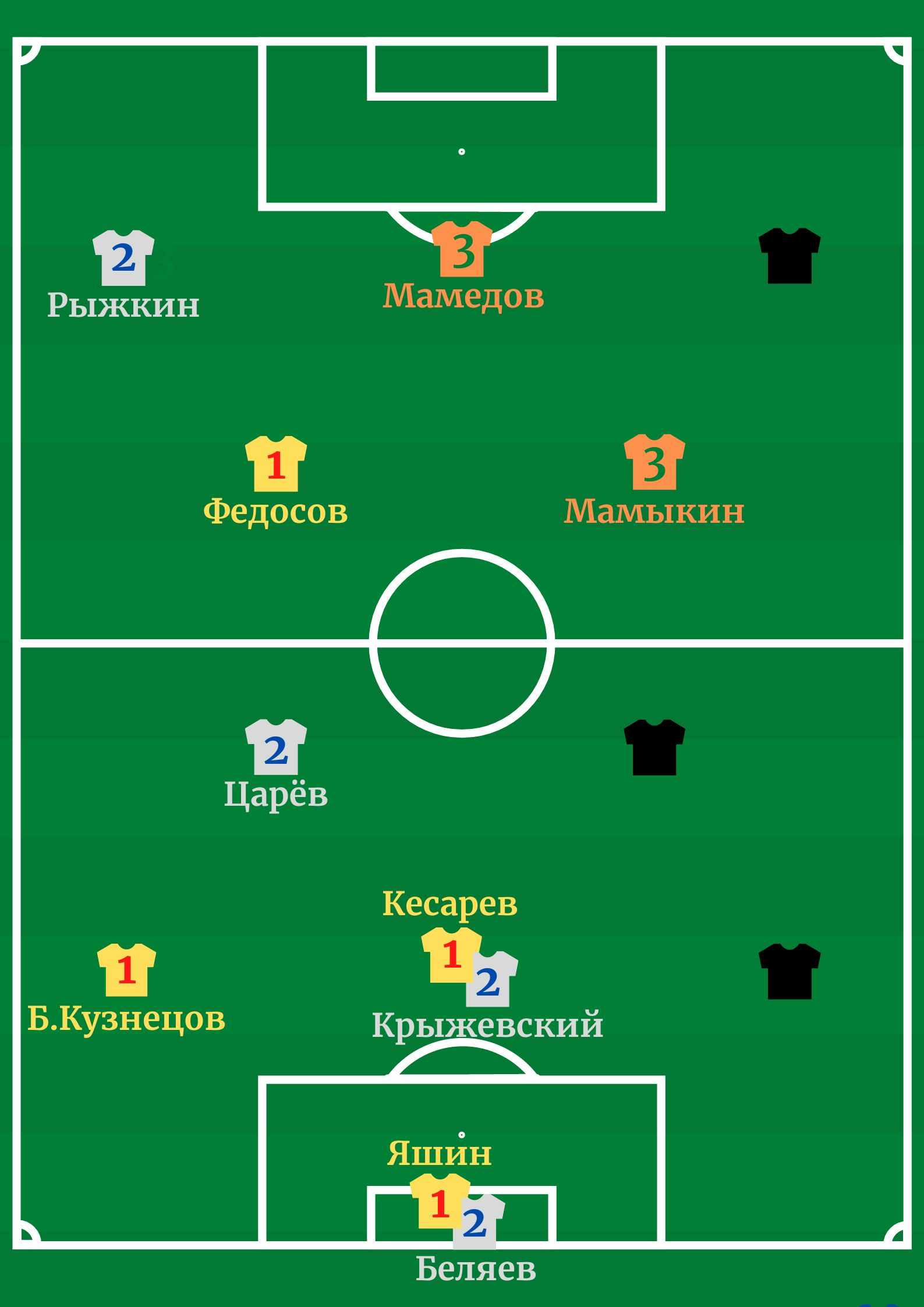

- Владимир Ильин сыграл в 12-м сезоне за «Динамо»
- Лев Яшин, Александр Соколов, Борис Кузнецов и Владимир Рыжкин  сыграли 100-е официальные матчи за «Динамо»
- Александр Соколов и Борис Кузнецов сыграли 100-е матчи за «Динамо» в чемпионате
- «Хет-трик» в сезоне — Алексей Мамыкин (в чемпионате)
- Игроки сборной СССР — Лев Яшин, Владимир Беляев, Константин Крыжевский, Владимир Кесарев, Борис Кузнецов, Владимир Рыжкин, Генрих Федосов